# 莊芳機
莊芳機為中國清朝武官官員，本籍福建漳州平和人。行伍出身的莊芳機於1826年（道光6年）奉旨接替潘汝渭，於台灣地區擔任台灣水師協副將。而隸屬台灣鎮之下的此官職是台灣清治時期的這階段，全台灣的海防軍事層級最高武將，其統帥三標水營，數千名水師兵勇。
| 前任： 潘汝渭 | 台灣水師協副將 1826年上任 | 繼任： 林志忠 |